# Lotte Rausch
Lotte Rausch (* 24. Mai 1911 als Charlotte Bach in Köln; † 11. März 1995 in Offenbach, Hessen) war eine deutsche Schauspielerin.

## Leben und Wirken
Charlotte „Lotte“ Bach hatte zwei Jahre lang die Schauspielschule in ihrer Heimatstadt Köln besucht. 1931 gab sie ihren Einstand am Städtischen Schauspielhaus Köln unter dem Intendanten Fritz Holl. 1934 wechselte sie zum Reichssender Köln. 1936 ging Lotte Rausch nach Berlin. Zu ihren ersten hauptstädtischen Theaterstationen zählen unter anderem 'Die Komödie'.
Nahezu von Anbeginn ihrer Karriere besaß der Film beträchtliche Bedeutung in Lotte Rauschs beruflicher Tätigkeit. In über 60 Kinoproduktionen in nicht einmal 25 Jahren spielte sie tragende Nebenrollen, nach dem Krieg vor allem Mutterrollen. Sie stand 1944 in der Gottbegnadeten-Liste des Reichsministeriums für Volksaufklärung und Propaganda.
Eine bekannte Filmrolle hatte sie 1951 als ermordete Zugpassagierin in Der Verlorene (Regie und Hauptrolle: Peter Lorre). Später kamen auch Hörfunkaufgaben hinzu.
Seit Mitte der 50er Jahre gewann das Fernsehen immer mehr Bedeutung in ihrem Leben. Lotte Rauschs bekannteste Rolle wurde die Mutter in dem ersten deutschen Serienerfolg Familie Schölermann in insgesamt 111 Folgen. Weitere Fernsehauftritte absolvierte die Kölnerin unter anderem in Die fröhliche Weinrunde, Zwischenmahlzeit und Paradies der alten Damen. In den 1960er Jahren war sie auch in einigen Fernsehaufzeichnungen aus dem Kölner Millowitsch-Theater zu sehen, wo sie zumeist in der weiblichen Hauptrolle in Erscheinung trat, wie in Das rote Tuch, Der doppelte Moritz (beide 1966) oder Der ungläubige Thomas (1967). Anfang der 1970er-Jahre zog sich Rausch aus dem Fernsehgeschäft zurück.

## Filmografie (Auswahl)
- 1936: Das Hermännchen
- 1936: Wenn wir alle Engel wären
- 1936: Wie der Hase läuft
- 1937: Der Klapperstorchverband
- 1937: Mädchen für alles
- 1937: Der zerbrochene Krug
- 1938: Dreiklang
- 1938: Nordlicht
- 1938: Frauen für Golden Hill
- 1938: Silvesternacht am Alexanderplatz
- 1939: Hochzeit mit Hindernissen
- 1939: Paradies der Junggesellen
- 1939: Die kluge Schwiegermutter
- 1939: Schneider Wibbel
- 1939: Meine Tante – Deine Tante
- 1939: Zwielicht
- 1940: Ihr Privatsekretär
- 1940: Herz geht vor Anker
- 1940: Am Abend auf der Heide
- 1941: Alarm
- 1941: Ehe man Ehemann wird
- 1941: Sechs Tage Heimaturlaub
- 1942: Rembrandt
- 1942: Floh im Ohr
- 1943: Liebesbriefe
- 1943: Reise in die Vergangenheit
- 1944: Seinerzeit zu meiner Zeit
- 1944: Ein fröhliches Haus
- 1944: Der Rückkehrer (nicht aufgeführt)
- 1945: Die Schenke zur ewigen Liebe (unvollendet)
- 1945: Der Scheiterhaufen (unvollendet)
- 1949: Dreizehn unter einem Hut
- 1950: Dieser Mann gehört mir
- 1950: Insel ohne Moral
- 1951: Der Verlorene
- 1952: Drei Tage Angst
- 1952: Der fröhliche Weinberg
- 1952: Die Junggesellenfalle
- 1952: Tausend rote Rosen blühn
- 1953: Unter den Sternen von Capri
- 1954: Sanatorium total verrückt
- 1955: Die spanische Fliege
- 1955: Vatertag
- 1956: Was die Schwalbe sang
- 1956: Die Christel von der Post
- 1956: Wo die alten Wälder rauschen
- 1957: Witwer mit fünf Töchtern
- 1957: Kein Auskommen mit dem Einkommen!
- 1957: Die Beine von Dolores
- 1958: Der Maulkorb
- 1960: Das hab’ ich in Paris gelernt
- 1966: Das rote Tuch (TV)
- 1966: Der doppelte Moritz (TV)
- 1967: Der ungläubige Thomas (TV)
- 1970: Paradies der alten Damen (TV)